# Scytodes lorenzoi
Scytodes lorenzoi är en spindelart som beskrevs av Alayón 1977. Scytodes lorenzoi ingår i släktet Scytodes och familjen spottspindlar.
Artens utbredningsområde är Kuba. Inga underarter finns listade i Catalogue of Life.